# Marcelle Pardé
Marcelle Pardé, née le 14 février 1891 à Bourgoin (actuelle commune de Bourgoin-Jallieu) et morte le 20 janvier 1945 à Ravensbrück, est une déportée résistante française, cheffe de la Section Bourgogne du réseau de renseignement Brutus.

## Biographie

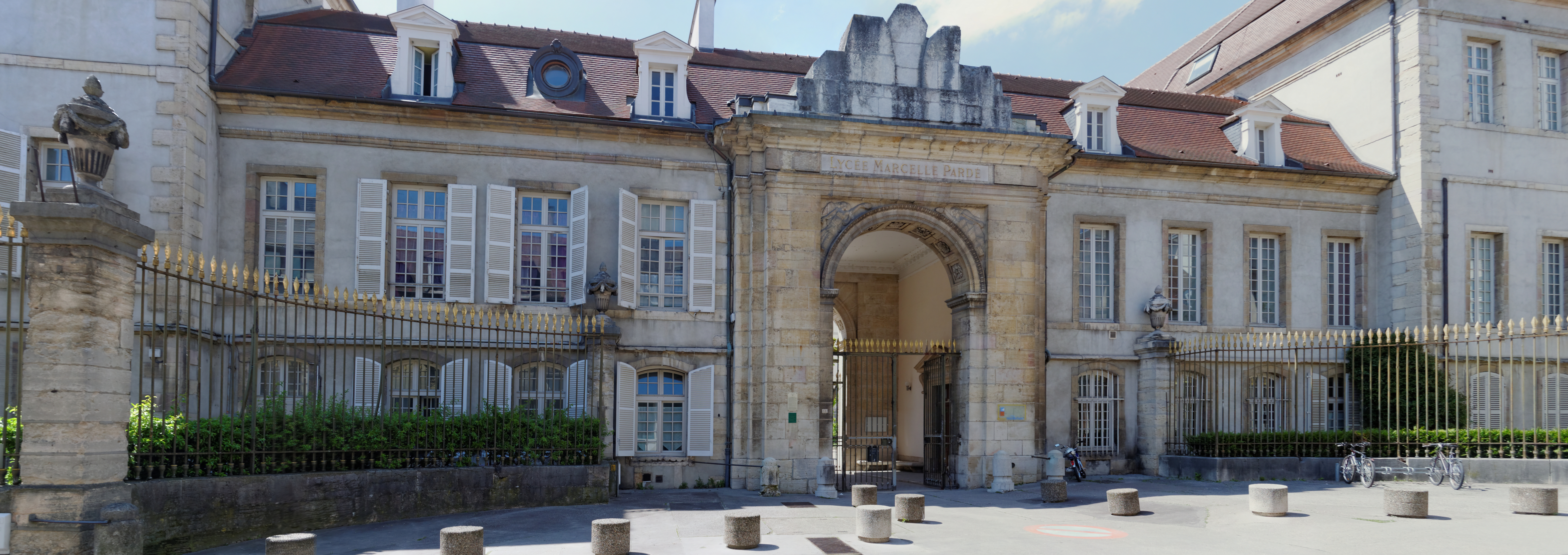
Collège Marcelle-Pardé à Dijon.

Marcelle Pardé sort de l'École normale supérieure de Sèvres en 1915, en pleine guerre. Se mettant au service des hôpitaux militaires dans l'École de Sèvres même, puis en Bretagne,[réf. nécessaire] elle se retrouve finalement près de sa famille à Chaumont où elle est nommée au lycée de garçons. Elle passe alors ses loisirs à agir comme infirmière à l'hôpital militaire local. Le quartier général du corps expéditionnaire américain s'étant installé à Chaumont en 1917, la maison familiale est réquisitionnée en partie pour loger plusieurs officiers de l'État-Major du général Pershing[réf. nécessaire]. Cette proximité lui fait s'intéresser aux États-Unis et accepter en 1919 un poste d'enseignement du français au collège Bryn Mawr en Pennsylvanie, où elle enseigne jusqu'en 1929[réf. nécessaire]. Elle peut alors profiter d'une liberté exceptionnelle pour une femme de sa génération, se promenant régulièrement à cheval et apprenant à conduire une voiture. Revenue en France pour se rapprocher de sa mère dont la santé décline[réf. nécessaire], elle obtient en 1932 la bourse Albert Kahn pour mener une enquête sur l'état des écoles françaises au Moyen-Orient,. Cette mission la conduira en Espagne, en Égypte, en Palestine, en Syrie et en Perse. Elle gagne Bagdad et parcourt la Perse en auto de la mer Caspienne à l'Océan Indien. Au retour, un grave accès de paludisme la retient plusieurs semaines à Alep. Elle revient par l'Asie Mineure, Constantinople, la Yougoslavie et l'Autriche. Après une période de convalescence, elle devient directrice du lycée de jeunes filles Edgar-Quinet à Bourg-en-Bresse en 1932 puis directrice du lycée de filles de Dijon en 1935. À la déclaration de guerre, ses amis de Bryn Mawr, inquiets, lui offrent rapidement un poste aux États-Unis, mais elle refuse de quitter sa patrie en danger[réf. nécessaire]. Le gouvernement français lui confie une mission délicate de renseignement et de propagande française en Turquie en 1939.

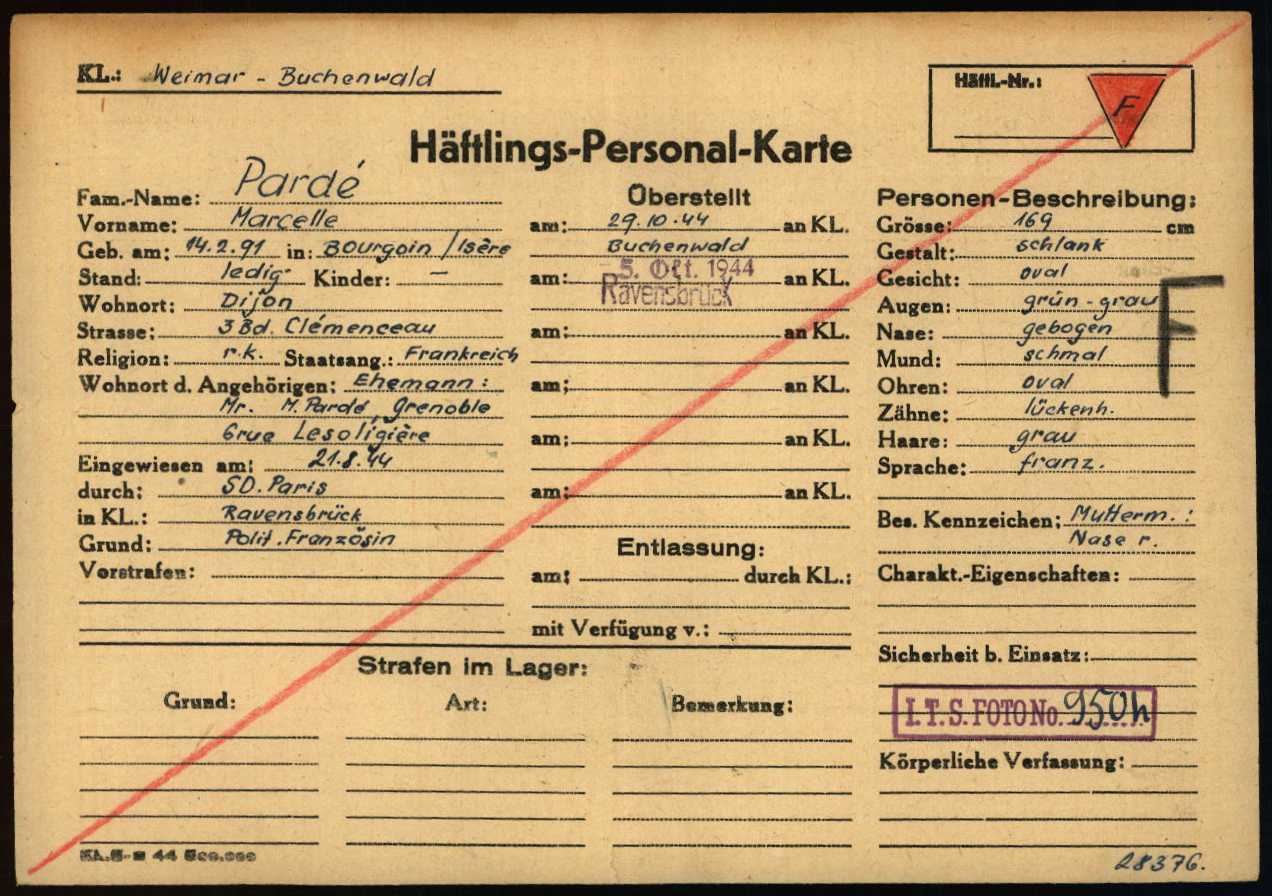
Carte d'enregistrement de Marcelle Pardé à Buchenwald puis Ravensbrück.

Peu de temps après son retour de mission en mars 1940, elle cherche à se rendre utile à la France puis après juin à la Résistance. Elle parvient finalement à s'engager dans les Forces françaises combattantes en liaison directe avec Londres en juillet 1942. Dès 1943, elle est lieutenante au sein du réseau Brutus, coordonnant la collecte de renseignements militaires et coordonnant avec d'autres unités résistantes. À la suite d'arrestations effectuées à Paris en juillet 1944, elle est arrêtée le 3 août 1944 avec sa fidèle secrétaire Simone Plessis, résistante de la première heure et déportée avec elle par le « convoi des 57000 » le 15 août 1944 à Ravensbrück,, où Marcelle Pardé meurt d'épuisement, de famine et de maladie en janvier 1945. Selon des témoignages de survivantes, elle fut, pendant les quelques mois qui lui restaient à vivre, le soutien spirituel du camp, empêchant ses sœurs prisonnières de sombrer dans l'abrutissement bestial complet en organisant des causeries diverses et cultivées. Sa promotion à la Légion d'honneur du 27 novembre 1946 souligne l'exemple qu'elle donna à Ravensbrück « par son calme courage et son dédain de l'ennemi. »

## Famille
Marcelle Pardé est la sœur d'Isabelle Pardé (1900-1993), artiste-peintre, et de Maurice Pardé (1893-1973), éminent potamologue de renommée internationale. Parmi ses neveux, Emile Pardé (fils de Maurice) s'est engagé dans le maquis de l'Oisans où il a été tué, le 13 août 1944, lors de l'attaque du Poursollet. Son petit-neveu Philippe Couillard est Premier ministre du Québec entre 2014 et 2018.

## Distinctions
Marcelle Pardé est récipiendaire, à titre posthume, des décorations suivantes :
- Chevalier de la Légion d'honneur (décret du 27 novembre 1946)
- Croix de guerre 1939–1945, palme de bronze (1946)
- Médaille de la Résistance française (décret du 15 octobre 1945)[12]

En 2002, Marcelle Pardé se vit également octroyer le titre de « Gardien de la Vie » par L'Association Française pour l'Hommage aux Justes en reconnaissance de son action déterminée pour la sauvegarde de ses élèves juives lors de ses années de résistance à l'occupation.

## Hommages
- En 1945, le Collège de Bryn Mawr créa une bourse « Marcelle Pardé » en mémoire de leur collègue.
- À la fin de la guerre, le lycée qu'elle dirige à Dijon prend son nom, avant que celui-ci devînt un collège en 1967.
- Le lycée professionnel issu de son lycée de Bourg-en-Bresse porte également son nom[13].